# Боян Пенев
Боян Пенев (болг. Боян Николов Пенев; *27 квітня 1882, Шумен — †25 червня 1927, Софія) — болгарський письменник, літературознавець, історик літератури, критик, карикатурист. Перебував у творчому колі Йордана Йовкова та поетеси Єлизавети Багряної. Полонофіл. Дослідник творчості Гете.
Автор фундаментальної чотиритомної праці «Історія нової болгарської літератури».
Чоловік болгарської поетеси Дори Габе.

## Біографія
1901 закінчив Гімназію Разграда, продовжив навчання в Русе. 1907 закінчив Софійський університет, де згодом викладав болгарську літературу. Під час Першої світової війни працював цензором та редактором військових видань. 1917 йому вдалося здійснити літературну подорож по країнах Австро-Угорщини та Російської імперії (зокрема, він був у Варшаві).
Раптово помер від апендициту.
Інститут літератури БАН носить ім'я Бояна Пенева.